# The Uchpochmack
The Uchpochmack (Учпочмак) — российская музыкальная группа, основанная Земфирой Рамазановой и двумя её племянниками-близнецами Артёмом и Артуром Рамазановыми-Остапенко.

## История
О группе стало известно, когда в iTunes были выложены треки «The Uchpochmack»: песня «Someday» появилась 5 ноября, «Mistress» — 12 ноября, «Lightbulbs» — 19 ноября 2013 года. Композиции выкладывались раз в неделю и каждая из них поднималась до первой строки чарта. В течение первого месяца после релиза мини-альбома «First & Last» на iTunes реальный состав участников группы был неизвестен, но сообщалось, что в состав группы входит Земфира. В песне «Mistress» вторым вокалистом был Дэвид Браун из группы «Brazzaville».
14 декабря, во время сольного концерта Земфиры в ГЦКЗ «Россия», прошло живое выступление группы, которое состоялось в самом конце основной программы. Певица со сцены объявила имена участников: помимо самой Земфиры, выступающей в коллективе под псевдонимом «Ракета», в состав группы вошли её племянники — Артур Рамазанов-Остапенко («Лука») и Артём Рамазанов-Остапенко («Бро»). 2 января 2014 года появился официальный сайт группы, на котором было выложено видео её первого выступления.
19 мая 2014 года на входе в Парк Горького в Москве появился огромный баннер с силуэтами участников группы. Первоначально никаких официальных объяснений от менеджмента Земфиры не последовало, однако вскоре Земфира сообщила на своём сайте, что планирует несколько выступлений. Вскоре стало известно о выступлениях коллектива на фестивалях «Субботник» и «Alfa Future People», запланированных на 5 и 12 июля соответственно.
Действительно, 5 июля состоялось заявленное выступление «The Uchpochmack» на фестивале «Субботник». Помимо основного состава группы, на сцене выступал гитарист Земфиры Дмитрий Емельянов и лидер группы «Brainstorm» Ренарс Кауперс. Ренарс исполнил партии Дэвида Брауна в песне «Mistress», а также подыгрывал на клавишных и подпевал. Помимо трёх известных песен, на фестивале была исполнена новая песня «Этим летом» и кавер на песню Фаррела Уильямса «Happy».
В ночь с 12 на 13 июля группа выступила на фестивале «Alfa Future People», который прошёл недалеко от Нижнего Новгорода. Концертная программа была такой же, как и на фестивале «Субботник», в концерте также принял участие Ренарс Кауперс.

## Состав группы
- Ракета (Земфира Рамазанова) — вокал, фендер-родес, акустическая гитара;
- Бро (Артём Рамазанов-Остапенко) — гитара;
- Лука (Артур Рамазанов-Остапенко) — бас, барабаны.

В записи мини-альбома «First & Last» также участвовали:
- Дэвид Браун (Brazzaville) — вокал (Mistress);
- Дмитрий «Demure» Емельянов — гитара (Mistress), sfx (Lightbulbs);
- Артем Тильдиков — бас (Lightbulbs);
- Костя Куликов — флюгельгорн (Lightbulbs);
- Эльдар Тугушев — тамбурин (Lightbulbs);
- Павло Шевчук, Земфира Рамазанова — продакшн и сведение;
- Борис Истомин — мастеринг;
- Оксана Гривина — оформление.

## Дискография

### Мини-альбомы
| Год                 | Название и трек-лист | Дата выхода                     |              |
| ------------------- | --- | ------------------------------- | ------------ |
| 2013                | «First & Last» Вся музыка написана Земфирой Рамазановой.\| № \| Название \| Текст песни \| Длительность \| \| ------------------- \| ------------------------------ \| ------------------------------- \| ------------ \| \| 1. \| «Someday» \| Земфира Рамазанова \| 2:46 \| \| 2. \| «Mistress» (feat. David Brown) \| David Brown, Земфира Рамазанова \| 3:21 \| \| 3. \| «Lightbulbs» \| Земфира Рамазанова \| 5:54 \| \| Общая длительность: \| Общая длительность: \| Общая длительность: \| 12:01 \| | 19 ноя 2013                     |              |
| №                   | Название | Текст песни                     | Длительность |
| 1.                  | «Someday» | Земфира Рамазанова              | 2:46         |
| 2.                  | «Mistress» (feat. David Brown) | David Brown, Земфира Рамазанова | 3:21         |
| 3.                  | «Lightbulbs» | Земфира Рамазанова              | 5:54         |
| Общая длительность: | Общая длительность: | Общая длительность:             | 12:01        |